# Anaplecta vittata
Anaplecta vittata är en kackerlacksart som beskrevs av Hanitsch 1923. Anaplecta vittata ingår i släktet Anaplecta och familjen småkackerlackor. Inga underarter finns listade i Catalogue of Life.